# 南キヴ州
南キヴ州 (みなみギヴしゅう、Sud-kivu, スワヒリ語: Kivu ya kusini) はコンゴ民主共和国東部の州。

## 概要
州都はブカブだが、反政府勢力に占領されたため2025年2月24日よりウビラを臨時州都としている。北キヴ州、キブ湖、東にルワンダ、タンガニーカ湖を挟みブルンジ、タンザニアのキゴマ州と接し、南はカタンガ州（2006年以降はタンガニーカ州）西にマニエマ州と接する。キブ湖のイジウィ島も含む。面積は 65,070 km2、人口は約707万人（2020年推定）。バギラ、イバンダ、カドゥトゥ、カシャの4つのコミューンとフィジ、イジウィ、カバレ、カレヘ、ムウェンガ、シャブンダ、ウビラ、ワルングの8地区が置かれている。

## 市
- ウビラ（2025年2月以降の事実上の州都）
- ブカヴ（州都）
- バラカ (コンゴ民主共和国)

## 政情
モブツ・セセ・セコ政権時にはマニエマ州、北キヴ州と合わせてキヴ州であったが、ローラン・カビラ政権時に再度分割された。スワヒリ語話者の多い地域であるが、ルワンダ紛争などの影響を受け、多数のルワンダ系住民（バニャルワンダ）が流れ込み、第一次コンゴ戦争及び第二次コンゴ戦争の起点となった地域で、第二次コンゴ戦争時にはルワンダ軍及びブルンジ軍に占領された。停戦合意後もマイマイやコンゴ民主連合などの反政府勢力の活動が続き、この地域の女性の多くが複数の勢力から強姦された。
2011年6月10日にも、150人以上の被害者を出す大規模な婦女暴行事件が発生。同州出身の議員は、民兵組織マイマイによるものだとして批難している。2018年段階でも、州内では大規模な性的暴行の被害が続いているが、治安部隊や武装集団による犯行は減り多くは民間人によるものとなっている。

### 2021年危機
2021年12月2日、州議会はテオ・ングワビジェ・カシ知事に対する不信任決議を賛成28、反対0、無効5票で可決したがカシは州議会からの解任通知を認めず、州裁判所に取り消しを求め提訴。裁判所は12月6日にカシの訴えを認め、解任通知は一時停止と判断された。またカシが不信任決議を可決された翌日の12月3日、テオフィル・キルウェ(Théophile Kilwe)州内務大臣を暫定知事に任命したことで、マルク・マラゴ・カシェケレ(Marc Malago Kashekere)副知事との後釜をめぐる争いが発生し、双方が正当性を主張しあい州政府は機能不全に陥った。
12月8日、中央政府のダニエル・アセロ副首相兼内務大臣は呼びかけに応じなかったカシェケレ副知事を停職とし、当面はキルウェ州内務大臣が暫定知事を務めることとなった。12月12日、州の控訴裁判所は州議会からカシに宛てた解任通知を再び無効と判断し、カシは知事の地位を回復する見込みとなったが、司法に議会の解任決議を覆す権限はないとも指摘されている。2022年2月8日、憲法裁判所は前年12月の州議会によるカシの不信任決議を無効とし、2月21日にカシが知事に復職した。
2022年11月24日、州議会は再びカシに対する不信任決議を出席議員34人中27人の賛成で可決。カシはこの議決に反発し、州法規定による24時間以内の辞表提出を行わなかったため州の控訴裁判所は11月30日、カシに対し失職を通知。2023年2月24日、中央政府は前年11月のカシに対する知事不信任決議を有効と認め、内務大臣がカシェケレ副知事を知事代行に任命した。しかしカシ側はこの不信任決議採決の際には不正行為があったとして合憲性を問う嘆願書を提出し、3月22日、今度は憲法裁判所が前年11月のカシに対する知事不信任決議を無効と認めたため、カシは再び知事に復帰した。これを受け、中央政府のピーター・カザディ副首相兼内務大臣はカシに知事としての職務を再開させると通知した。

### 反政府勢力の活動
国際連合人道問題調整事務所(OCHA)が2022年7月21日に公開した報告によれば、北キヴ州、南キヴ州、そしてイトゥリ州などコンゴ民主共和国東部では民主同盟軍(ADF)をはじめとする約120の反政府勢力が活動している。2025年2月16日、3月23日運動(M23)を含むコンゴ川同盟は州都ブカヴを支配下に置いたと宣言した。2月24日、プルシ州知事らは避難先のウビラを臨時州都と宣言した。

## 脚註
1. 1 2 3 4  “Des autorités politico-administratives du Sud-Kivu s’installent à Uvira”.   Radio Okapi (2025年2月25日). 2025年3月10日閲覧。
2. 1 2  “Democratic Republic of the Congo”.   Citypopulation (2020年10月9日). 2025年3月10日閲覧。
3. ↑  Robert Evans, "U.N. says violence against women "beyond rape" in Congo", REUTERS, Mon Jul 30, 2007.
4. ↑  “コンゴ民主共和国で少女ら150人レイプか、国連”. AFPBB News. (2011年6月24日) 2021年5月26日閲覧。
5. ↑  “無法地帯、レイプや民族間抗争で数百万人が避難 コンゴ民主共和国”.   AFP (2018年4月6日). 2018年4月6日閲覧。
6. ↑  “Sud-Kivu : le gouverneur Theo Ngwabidje déchu”. Radio Okapi. (2021年12月2日) 2021年12月17日閲覧。
7. ↑  “RDC : cacophonie autour de la gouvernance de la province du Sud-Kivu”. Radio Okapi. (2021年12月8日) 2021年12月17日閲覧。
8. ↑  “Sud-Kivu : le vice-gouverneur Marc Malago suspendu de ses fonctions”. Radio Okapi. (2021年12月9日) 2021年12月18日閲覧。
9. ↑  “Pr Wenseslas Busane : « Une motion de censure est un acte injusticiable dans l’état actuel du droit congolais »”. Radio Okapi. (2021年12月13日) 2021年12月18日閲覧。
10. ↑  “Sud-Kivu : Théo Ngwabidje réhabilité par la Cour constitutionnelle”. Radio Okapi. (2022年2月8日) 2022年2月9日閲覧。
11. ↑  “Sud-Kivu: Théo Ngwabidje est rentré à Bukavu, avec un message d’unité et de dialogue”. MediaCongo. (2022年2月21日) 2022年2月25日閲覧。
12. ↑  “Sud-Kivu : Destitué, Théo Kasi conteste !”. L'INTERVIEW.CD. (2022年11月25日) 2023年2月27日閲覧。
13. ↑  “Sud-Kivu : le gouverneur honoraire, Théo Ngwabidje, notifié de sa démission d'office.”. mediacongo.net. (2022年12月1日) 2023年2月27日閲覧。
14. ↑  “Sud-Kivu : l’étau se resserre sur Théo Ngwabidje, Marc Malago désigné Gouverneur intérimaire”. mediacongo.net. (2023年2月25日) 2023年2月27日閲覧。
15. ↑  “Sud-Kivu : Théo Ngwabidje réhabilité par la Cour Constitutionnelle”. L'INTERVIEW.CD. (2023年3月22日) 2023年3月24日閲覧。
16. ↑  “Sud-Kivu : Théo Ngwabidje notifié de la reprise de ses fonctions de gouverneur par le VPM Peter Kazadi”. Mediacongo. (2023年4月10日) 2023年4月12日閲覧。
17. ↑  “Briefing note: Democratic Republic of Congo - Humanitarian concerns in North Kivu, South Kivu, and Ituri (21 July 2022)”.  国際連合人道問題調整事務所(OCHA) (2022年7月21日). 2022年8月19日閲覧。
18. ↑  “反武装勢力、主要都市に侵入か　コンゴ民主共和国”. CNN.com. CNN. (2025年2月17日) 2025年2月17日閲覧。